# 王震
王震（1908年4月11日—1993年3月12日），字余开，曾用名正林、建成，绰号王胡子，湖南浏阳人，中国共产党和中华人民共和国政治人物，原正国级领导人，中国人民解放军开国上将，邓小平时期的「中共八大元老」之一。因在新疆处理少数民族问题的风格，获得绰号“王胡子”。
王震早年加入中国共产党，担任中国工农红军湘东独立一师团政委、组建湘赣根据地，担任红六军团政治委员，率部长征。抗日战争期间，担任八路军120师359旅旅长兼政委，组织南泥湾开垦，生产特货。随后率领八路军南下支队，但未能立足，部队改为与新四军会师。第二次国共内战期间，配合李先念部进行中原突围。此后担任西北野战军第二纵队司令员兼政委、第一野战军第一兵团司令员兼政委，参加指挥延安战役、青化砭战役、羊马河战役、蟠龙战役、吕梁战役、汾孝战役、陕中战役、扶眉战役等，并占领陕西、青海、新疆等地。中华人民共和国成立后，王震一度主政新疆，并组建新疆生產建設兵團，后进行北大荒开垦，期间担任中国人民解放军铁道兵司令员兼政委、中國人民解放軍副總參謀長、中華人民共和國農墾部部長。文化大革命后期，担任中共中央政治局委员、国务院副总理，支持邓小平复出以及改革开放政策，任中共中央军委委员、中央军委常委、中共中央党校校长、中顾委副主任、中华人民共和国副主席等职务。

## 生平

### 早年生涯
王震是湖南省浏阳县马跪桥村（今马战村）人。幼年讀過幾年私塾和小學，后因家貧而輟學，曾放過牛、練過武、流浪過街頭。1922年，13岁的王震在二叔的资助下来到长沙寻求出路，被长沙火车站副站长、共产党员黎湘看中发展为铁路工人纠察队员。1925年春，成为小队长并结识毛泽东。1927年加入共青团，同年转入中国共产党。1929年参加中国工农红军，回乡组织游击队。此后任粤汉铁路长岳段工会纠察队中队长、湘鄂赣边区赤卫队支队长兼政委，中国工农红军湘东独立一师团政委，师政治部主任、师政委兼第八军代政委，随后与张云逸率领的红七军会合，参与领导湘赣根据地反围剿战役，配合红一方面军作战。1932年部队改编，王震担任红八军兼独立第一师政治委员，在茶陵作战时负伤。

### 長征

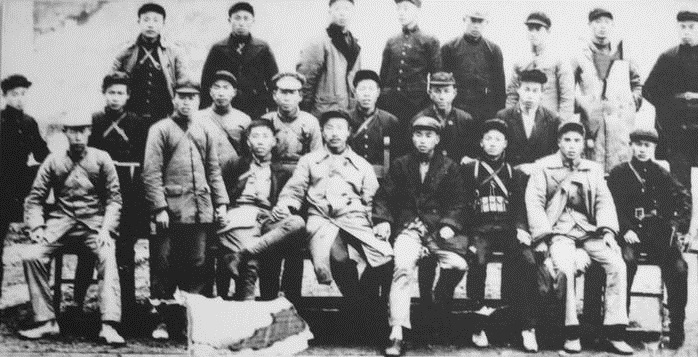
1935年11月29日，中国工农红军第六军团的幹部在長征至湖南新化合影。前排左起：周仁杰（紅十六師師長）、李銓（军团政治部宣传部部长）、王震（军团政委）、夏曦（军团政治部主任）、萧克（軍團長）。

1933年，王震担任湘赣军区代司令员，参与开辟湘鄂川黔根据地；在出席中华第二次全国苏维埃代表大会上，王震因反对李德、博古的进攻方略，被派遣去苏联学习，经毛泽东挽留，继续回到湘赣地区，与任弼时继续与国军作战。1934年8月7日，王震与任弼时、萧克率部从津洞地区出发，开始西征。红六军团通过游击战术，从湖南转战广西，并在贵州印江县木黄与贺龙率领的红三军会师，并整编红二军团、红六军团，王震任红六军团政治委员。1935年，红二、六军团在陈家河与国民革命军陈耀汉部交战，王震再度负伤。同年11月，部队决定长征。1936年，在与红四方面军会合，红二、六军团和红三十二军合并组成红二方面军，王震仍任红六军团政治委员。随后部队北上，1937年，王震抵达延安。

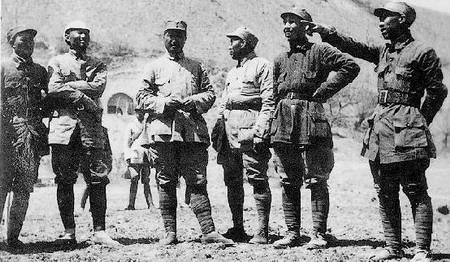
1942年，朱德(右三)、贺龙(右四)在王震(右二)陪同下，视察南泥湾

### 抗日战争时期
抗日战争时期，红六军团改编为八路军120师359旅，王震先后担任副旅长、旅长兼政委，转战晋绥、晋察冀、冀中地区，指挥或参加了三交镇战斗、收复晋西北七城之战、下薛孤村战斗、马兰庄战斗、广灵灵丘阻击战、邵家庄伏击战、齐会战斗、上下细腰涧战斗、作新庄战斗、陈庄战斗、百团大战等。邵家庄㐲击战击伤日军独立第2混成旅团旅团长常冈宽治少将。在陈庄战斗中击伤日军独立第8混成旅团旅团长水原义重。由于359旅战绩卓著，八路军总部和边区政府分别授予359旅"模范党军"、"百战百胜的铁军"称号。
1939年年底，率部返回陕西休整，驻扎绥德地区，兼任绥德警备司令，保卫黄河河防，并消除国民党在绥德地区的影响。1941年，率部屯垦南泥湾，组织开展官营鸦片贸易，舒緩當時因苏联支援难以抵达、同国民党一系列冲突后关系破裂导致失去其经济支持、以及苏区农民的反对引发的经济困境，被中共作为自给自足的成功经验加以宣传。王震被毛泽东题词"有创造精神"，被边区选为劳动英雄，第359旅被西北局树立为“发展经济的前锋”。1942年，兼任中共延安地委书记、延安军分区司令员、卫戍区司令员。
1944年10月，日军在豫湘桂会战中击溃国民革命军，于是王震受命率359旅主力组成的“国民革命军第18集团军第1游击支队”（八路军南下支队），进军湘粤赣意图建立“五岭根据地”。1945年1月与新四军第5师会师，之后再次试图南下，抵达湖南平江、浏阳地区，改称“湖南人民抗日救国军”。1945年6月，部队继续向南挺进，到达湖南中部。由于当时日本大量抽调大陆兵力至太平洋战场，国军开始显现反攻态势，使得蒋介石得以调集薛岳部队围攻此路孤军。王震前进至广东南雄地区后，原计划与东江纵队汇合的方案无法实行，北返与新四军第5师、王树声的河南军区部队会合，他兼任中原军区副司令员兼参谋长。

### 第二次国共内战时期
第二次国共内战开始后，王震于1945年8月28日在广东省北部南雄县城西北的百顺地区决定掉头北返，于9月27日在鄂城地区北渡长江同新四军5师会合。1946年6月，王震指挥359旅参加了中原突围，于9月回到陕北。359旅出发南征时5060人，返回延安时仅剩1893人，之后被改编为现今的新疆生产建设兵团第一师。这次北返被毛泽东誉为“第二次长征”。随后，王震前往吕梁地区休整，担任晋绥军区第二纵队司令员兼政治委员。1946年年底，配合陈赓发动吕梁战役、汾孝战役。1947年3月，率部西渡黄河，参与保卫延安的战争。
王震此后任西北野战军第二纵队司令员兼政委，参加了延安战役和青化砭战役、羊马河战役、蟠龙战役、沙家店战役等。1947年12月，援助徐向前的运城战役。1948年，参与宜川战役、澄合战役、荔北战役、西北冬季战役。在宜川瓦子街战斗中，二纵由南向北担任主攻之一，歼灭国军刘戡部两万余人。随后的围攻洛川战役中，王震突发胃出血而未能参战。冬季攻势永丰镇战斗中，王震直接指挥二纵歼灭国军一万余人，俘虏国军76军军长李日基。
1949年，王震出任中国人民解放军第二军军长兼政治委员，6月升任第一兵团司令员兼政治委员，率部参加陕中战役，攻占西安。随后参与组织指挥扶眉战役，率领第一兵团击败胡宗南部四个军部队。此后第一野战军继续向西推进，王震率第1兵团分作为西路，经通渭、天水、宝鸡、临洮，直取临夏，再经青海，击溃马家军，占领西宁、张掖，向新疆进军。

### 中华人民共和国成立后

新疆石河子市军垦博物馆前的王震雕像

1949年底，王震率部攻占玉门关。1950年1月，第一野战军占领全部新疆。此前，王震就任中共中央新疆分局書記、新疆省人民政府委员会委员、新疆軍區代司令員兼政委。在50年代期间，王震逐步在新疆建立了生產建設兵團制度，以開墾屯田为名实施迁汉实边政策，在此期间王震曾声称要“杀得新疆50年出不了一个反革命”。此後，雖然王震暂时離職，但生产建设兵团制度被沿襲和发展。这个党政军企合一的特殊组织，受中央和自治区双重领导，享有省级权限，在国民经济和社会发展方面实行国家计划单列，设有三级公检法机构，拥有武警和执行省军区的职责权限。长期以来，兵团大量吸收内地汉族移民，新疆三分之一的汉族人口在兵团，而维吾尔人被边缘化。同时，兵地之间争夺水土和矿产资源，在资金分配和行政管辖权等方面纠纷不断。同一时期，维吾尔领袖、干部和高知分子纷纷要求新疆依照苏维埃的联邦自治方式进行民族自决，这些要求不仅没有得到回应，提出要求的人也在全国反民族分裂主义运动中遭到迫害，大举逃亡苏联。
1952年，王震被毛澤東批評他與時任新疆分局常委兼宣傳部長的鄧力群在新疆的民族、宗教問題政策上“左傾”。因手段过于暴虐，北京在1953年将王震调离新疆，并给予党内批评，撤銷分局書記職務，1954年2月任中国人民解放军铁道兵司令员，4月兼政治委员。
1954年10月被任命為中國人民解放軍副總參謀長。1955年王震開始在黑龍江建立軍墾農場，主持开垦北大荒等拓荒事業。1955年被授予中国人民解放军上将军衔，並獲一級八一勳章、一級獨立自由勳章、一級解放勳章。1956年5月，任中華人民共和國農墾部部長。在“文化大革命”時期得到毛澤東保护免于受到衝擊。1975年1月四屆人大會議上被任命為國務院副總理。1975年2月增补为中央军委常委。在怀仁堂政变后，支持鄧小平復出。在邓小平与华国锋的斗争中亦支持邓小平。

### 改革开放时期
邓小平主政后，王震因与其关系密切而成为其政府要员，但是王震在经济和政治方面属于强硬的保守派，而邓小平决定废止毛泽东的经济政策。1978年11月，王震率团访问英国，在回国后说：“我看英国搞得不错，物质极大丰富，三大差别基本消灭，社会公正、社会福利也受重视，如果加上共产党执政，英国就是我们理想中的共产主义社会。”1978年12月中共十一屆三中全會上，被增選為中央政治局委員。並兼任上海交通大学校务委员会主任。
1979年，邓小平撤销了王震因新疆问题受到的处分。1982年4月被任命為中共中央黨校校長，1985年6月增选为中共中央顾问委员会常委、副主任，1987年卸任。1987年，胡耀邦被迫辞职后，邓小平提议由赵紫阳代理总书记，但以陈云、李先念、王震等人为首的保守集团屬意邓力群，王震四处活动支持邓力群，甚至当面劝赵紫阳不要当总书记。赵紫阳原本没有当总书记的意愿，更愿意在总理职位上继续经济改革，但保守左派的活动引起赵紫阳警觉，若由邓力群接任总书记，反自由化形势会更严峻。最终邓小平在党内的政治较量中占据上风，赵紫阳成功代理总书记，邓力群败阵。1988年4月，第七屆全國人民代表大會一次會議上，王震被選為中華人民共和國副主席。在纪录片《河殇》播出后，王震率先对《河殇》提出尖锐批评。六四天安门事件時，王震支持鄧小平下令實施戒嚴。

### 逝世
1993年3月12日，王震病逝於广州，享年85歲。临终前留遗墨：“向党致敬！向人民致敬！向解放军致敬！”王震的遗体空运北京。他被中国官方评价為“中国共产党的优秀党员，伟大的无产阶级革命家、政治家、军事家，坚定的马克思主义者，党和国家的卓越领导人”。4月5日，王震的骨灰撒在新疆天山。2008年4月11日，中共中央组织“纪念王震同志诞辰100周年座谈会”，由时任中组部部长李源潮主持，时任中华人民共和国副主席习近平发表讲话。

## 家族
王震出身贫农家庭，早年受祖父影响接受教育，后因王震参加革命，祖父惨遭灭口。其父王贵财1930年10月参加红军，担任炊事员，1934年去世。王震妻子为王季青，就读北平大学历史系，后因抗日战争，抵达八路军驻太原办事处，王季青等四十多人加入了八路军120师，负责120师民运部扩兵工作。经贺龙、关向应介绍，王震与王季青认识并结婚。王震率359旅转战山西，后主政新疆、农垦黑龙江，王季青都相伴相随。两人有三子：王兵、王军、王之。
王军长年在荣毅仁创办的中信集团担任要职，于1995年正式成为中信集团董事长，1996年中信泰富出让股份事件中造成了中华人民共和国官方记载中的最大一次国有资产流失事件。2003年1月当选第十届全国政协委员。之后先后担任深圳市朝向管理集团董事长、金榜集团控股有限公司主席、暨南大学董事、中国高尔夫球协会特邀副主席等职务。2019年去世。
- 王京京是王军之女，在澳大利亚接受教育，曾任中科环保集团主席，汇鑫银通（北京）科技有限公司副董事长兼首席执行官。根据彭博社的报道，王京京在一个商业文件中的家庭住址是一所价值700万美元的香港公寓，部分由中信所有[30]。
  - 王吉湘是王军的孙女、王军之女王京京之女。毕业于南威尔士大学，曾入读悉尼大学学习建筑设计，成龙曾出席其画展并与之合影。在香港创办了“可莱尔王吉湘设计事务所有限公司”，任董事长。

王兵之子王京阳，其妻叶静子是叶剑英孙女、叶选宁之女。毕业于加拿大约克大学，任北京掌上网科技有限公司董事长。

## 延伸阅读
[在维基数据编辑]
 在维基共享资源阅览影像、分类